# Ouxiens
Vous lisez un « bon article » labellisé en 2017.
Sauf précision contraire, les dates de cet article sont sous-entendues « avant l'ère commune » (AEC), c'est-à-dire « avant Jésus-Christ ».
Les Ouxiens ou Uxiens (grec ancien : Οὔξιοι (Oúxioi), latin : Uxii) sont un peuple iranien antique de pasteurs semi-nomades qui occupait le Zagros durant les périodes perse puis hellénistique (IVe – IIIe siècles av. J.-C.). Peu présents dans les sources antiques, ils sont uniquement connus par les récits des Grecs Hérodote et Strabon et des Romains Quinte-Curce et Arrien.
Les Ouxiens sont divisés par Arrien en deux groupes désignés en fonction de leur habitat, dans la plaine ou dans les montagnes. Ceux de la plaine ont été soumis durablement aux Achéménides, à Alexandre puis aux Séleucides. Ceux de la montagne reçoivent du Grand Roi un tribut en échange du droit de passage sur une route dont ils contrôlent les abords. Leur résistance conduit Alexandre le Grand, qui mène alors son armée à l'assaut de la Perside et de la Médie, à conquérir les montagnes qu'ils occupent et massacrer une partie des habitants jusqu'à obtenir leur soumission en 330.
Durant la période séleucide, les Ouxiens de la plaine restent soumis au pouvoir hellénistique, tandis ceux de la montagne jouissent rapidement d'une indépendance de fait. Le devenir des Ouxiens après la période hellénistique est inconnu.

## Sources

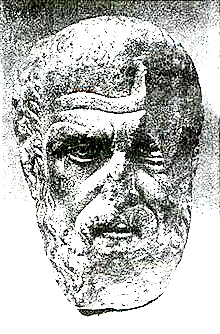
Les textes de l'historien romain Arrien constituent l'une des sources principales pour la connaissance des Ouxiens.

La rareté des sources confère à ce peuple une dimension énigmatique. Il est connu essentiellement grâce aux textes d'Hérodote, de Strabon, d'Arrien, Quinte-Curce et de Diodore de Sicile. Hérodote, dans ses textes, mentionne l'existence de ce peuple ; cependant, Arrien, plus tardivement, décrit plus précisément et de façon plus développée la vie et l'Histoire de ce peuple.
C'est en effet essentiellement le récit des campagnes d'Alexandre le Grand contre les Ouxiens de la montagne (récit fourni par Arrien, Quinte-Curce, Diodore de Sicile) qui fournit à ces auteurs l'occasion d'une description de ce peuple. Ces montagnards sont présentés comme peureux, prompts à la retraite, mais également comme des guerriers impénitents et jaloux de leur indépendance. Ils sont aussi considérés comme une population barbare qu'Alexandre et ses successeurs en Iran ont pour mission de civiliser,.
Les dernières mentions de ce petit peuple des montagnes du Zagros dans les sources rapportent des événements antérieurs à ceux rapportés par Polybe, qui ignore son existence,.

## Localisation

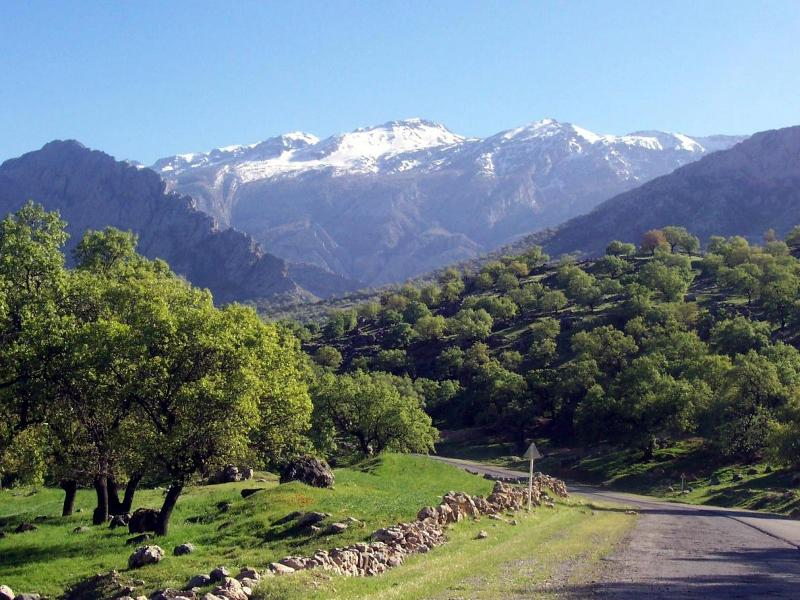
Le massif du Zagros dans la région de Shadegan.

Établis dans les montagnes du Zagros, les Ouxiens sont impossibles à localiser avec précision. Selon Pline, les Ouxiens vivent en Ouxiane, petite région située entre la Susiane et la Perside, et doivent partager ce territoire avec de nombreux peuples. Pierre Briant, s'appuyant sur Arrien, situe la région d'installation des montagnards ouxiens dans les défilés des Portes persiques, dans le massif où naît le Karun, tandis que les Ouxiens de la plaine vivent dans le bassin du Fahliyun,,.
Placés sous la juridiction du satrape de Médie, les Ouxiens de la montagne pratiquent le nomadisme à l'échelle régionale ou locale, à la recherche de pâturages ou de lieux de refuge, lorsqu'un danger se fait pressant. La région montagneuse où ils évoluent constitue un riche terroir agricole, et compte de nombreuses sources. Elle est pourvue de forêts, dont la densité et le caractère impénétrable rendent la conquête macédonienne difficile ; ces forêts sont exploitées pour leur bois, denrée rare en Perside,,,,.

## Groupes ouxiens
La conquête perse crée les conditions d'une coupure entre la plaine et la montagne, entre espace soumis et espace en dissidence. En effet, le premier se caractérise par une relative soumission de ses habitants aux représentants du pouvoir royal, le second par la multiplication des marques de refus de l'autorité.

### Ouxiens de la plaine
Leur territoire est directement contrôlé par le pouvoir central perse lors de la conquête d'Alexandre ; les Ouxiens de la plaine se soumettent rapidement au Macédonien lors de son arrivée dans la région,.
Les habitants de la plaine ouxiane vivent dans des villages : Arrien mentionne des communautés, Diodore de Sicile évoque des cités. La plaine ouxienne constitue une région intégrée mais demeure une périphérie au sein de l'empire achéménide. En effet, il semble que ce peuple soit demeuré à l'écart des principaux circuits commerciaux, le tribut versé aux Achéménides constituant pour les Ouxiens le seul moyen d'obtenir des métaux précieux, monnayés ou non monnayés,,.

### Ouxiens de la montagne
Tous les éléments à la disposition des historiens antiques et modernes indiquent que les Ouxiens de la montagne sont des nomades à la recherche de pâturages pour leurs troupeaux tout au long de l'année. Ces pâturages seraient, selon les données recueillis par Jean-Pierre Digard, répartis dans les monts Zagros, à différentes altitudes. Dans les faits, cette population n'entre pas dans les circuits monétaires, vit de l'élevage de chevaux, de bovins et d'ovins, agrémenté de la pratique d'une agriculture de subsistance dans une région isolée des régions voisines,.
Les sources grecques, qui évoquent l'existence de ce peuple, rappellent leur mode de vie, voué au brigandage. Les sources antiques évoquent leur armement, léger mais efficace, composé d'arcs et de flèches, et leur tactique de combat contre une armée organisée. Face aux armées perses ou grecques, les Ouxiens se retirent dans les montagnes, et défendent leurs villages de façon autonome, tendant des embuscades le long des routes de montagne qu'ils contrôlent. Préférant l'embuscade à la bataille rangée, les Ouxiens de la montagne ne combattent pas à cheval,,,.

### Rapports entre les groupes ouxiens
L'existence de ces deux espaces crée les conditions d'une rupture entre deux modes de vie complémentaires ; ainsi, Arrien fait la distinction entre les deux groupes ouxiens. Les sources sont lacunaires quant à la nature des rapports entre les deux groupes. L'historien Pierre Briant formule deux hypothèses sur l'origine de ces deux populations : les populations ouxiennes de la plaine seraient constituées d'anciens montagnards soumis au fil des générations, ou bien les populations ouxiennes de la montagne seraient d'anciens habitants de la plaine entrés en dissidence,,,

## Vassaux autonomes des monarques perses et hellénistiques
Constituant une population peu nombreuse et établie de façon peu dense sur le territoire qu'elle occupe, les Ouxiens sont rapidement vassalisés par les grands empires qui étendent tour à tour leur domination sur le massif du Zagros. Cependant, ces souverainetés successives ne sont pas mises sur le même plan pour décrire les rapports entre les empires et cette population montagnarde. Strabon utilise ainsi la description des Ouxiens pour opposer les Achéménides et Alexandre, en insistant sur la politique de réduction de ces rebelles par Alexandre, qu'il oppose à l'attitude soumise des Perses.

### Période perse
Les plaines de l'Ouxiane ont été dotées de moyens de défense et de contrôle dès la conquête perse ; en effet, une importante forteresse a été construite par les Achéménides, tandis que la région est placée sous la juridiction de proches parents du Grand Roi. La plaine constitue ainsi une zone soumise et demeure étroitement contrôlée pendant toute la période achéménide ; la montagne ouxienne est au contraire un espace dans lequel les interventions achéménides s'expriment en termes de contrats entre ses habitants et le Grand Roi,.
Proche parent de Darius III, dépendant directement de ce dernier, le satrape Médatès est placé à la tête de la région à la fin de la période achéménide. Il a pour mission principale d'assurer la sécurité sur la principale route carrossable perse reliant la Susiane à la Perside par la plaine ouxiane ; il a ainsi la charge de la forteresse de Klimax, érigé sur cette route, qui est également jalonnée de multiples points de contrôle, autant d'affirmations de la tutelle perse sur la région. De plus, un service de postes, mis en place par les Perses, fonctionne encore durant les guerres entre diadoques,,,.
Cependant, cette sécurité demeure relative, les régions habitées par les Ouxiens de la montagne demeurant indépendantes du pouvoir de ce représentant perse ; afin de s'assurer de leur bienveillance, les Perses leur versent un tribut. Selon Pierre Briant, ce tribut serait plus à envisager dans une logique de réciprocité d'un don et d'un contre-don : en effet, la route empruntée par le Grand Roi pour aller à la rencontre des Ouxiens oblige celui-ci à un détour, que le Roi n'effectue qu'une fois dans l'année, à l'occasion de son voyage pour la fête du Nouvel An à Persépolis,.
La contrepartie ouxienne au tribut versé par le Roi réside essentiellement dans la fourniture de soldats, régulièrement mentionnés dans les effectifs des armées achéménides, ainsi que dans un surcroît de sécurité, les régions contrôlées par les Ouxiens faisant office de zones tampons avec les régions plus au Nord, non soumises aux Perses,.

### Conquête et soumission par Alexandre

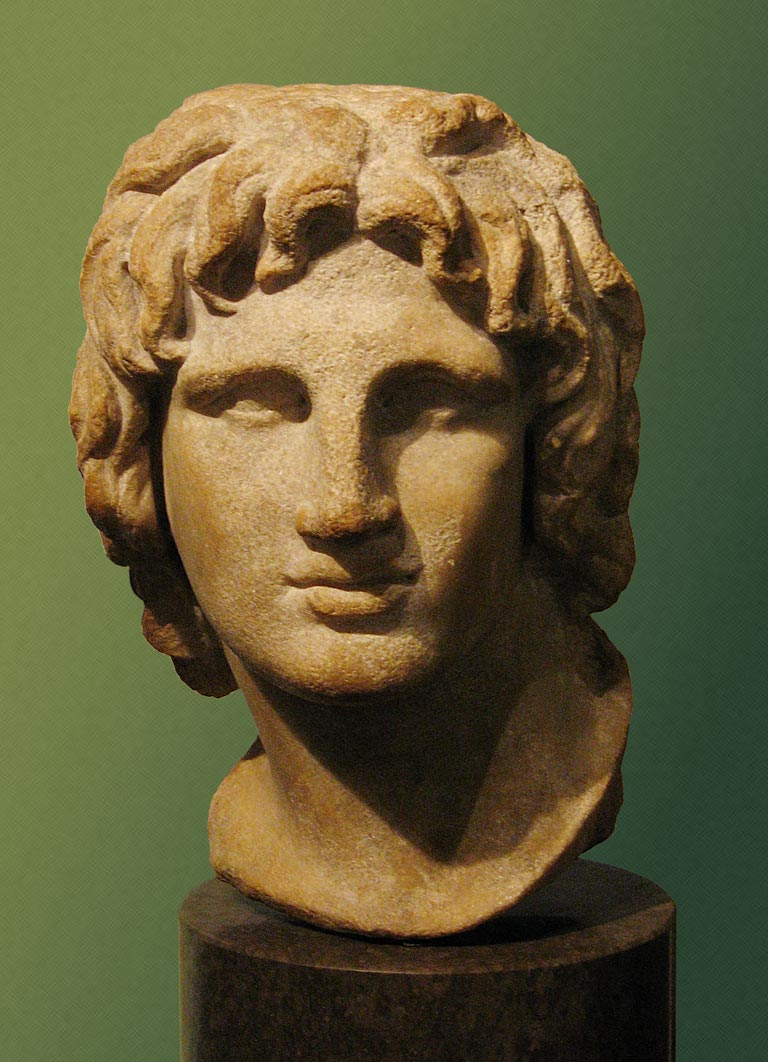
Alexandre le Grand conquiert l'Ouxiane et intègre les Ouxiens à son empire.

L'arrivée des Macédoniens modifie ces relations complexes entre l'empire Perse, contrôlant un vaste territoire, et les Ouxiens, repliés sur l'Ouxiane et peu ouverts sur le monde. Les récits antiques divergent fortement, permettant à Pierre Briant de défendre l'existence de deux campagnes contre les Ouxiens, la première, rapportée par Arrien, destinée à recevoir la soumission des Ouxiens de la plaine, la seconde, décrite par Diodore de Sicile et de Quinte-Curce, destinée à réduire les Ouxiens de la montagne.
Ainsi, à l'issue de ces deux rapides campagnes, les Ouxiens de la montagne marquent leur sujétion à Alexandre le Grand par le versement d'un tribut en nature, prélevé annuellement et comprenant 100 chevaux, 500 animaux de bât et 30 000 moutons, selon Arrien. En 330, les Ouxiens, par la résistance qu'ils opposent à l'armée macédonienne, contribuent à la difficulté de la conquête des Portes persiques et rendent la marche macédonienne en direction de Persépolis plus longue que prévu : en janvier, Alexandre, souhaitant se rendre en Perside, reçoit une délégation d'Ouxiens de la montagne qui exigent de lui le tribut versé par le Grand Roi,,.
Puis, usant d'un stratagème, Alexandre prend le contrôle des villages de la montagne : il fait mine d'accepter les demandes ouxiennes mais, lors d'une campagne entreprise en plein hiver, s'empare des villages de montagne, privant ainsi les guerriers montagnards de leurs bases arrière. Arrien livre un récit proche de la soumission des montagnards par Alexandre : guidées par un Susien, les troupes macédoniennes parviennent aux villages des Ouxiens de la montagne, en passant par des sentiers escarpés,,.
En dépit de leur connaissance du terrain et de leur utilisation de l'embuscade pour repousser les soldats d'Alexandre, les Ouxiens de ces villages de montagne se trouvent débordés par les troupes macédoniennes, puis massacrés en grand nombre. Leur résistance incite le conquérant à confisquer le territoire de ces montagnards, mais une intervention de la mère de Darius III infléchit la décision d'Alexandre : celui-ci modifie ses projets, renonçant à la confiscation des terres et, de ce fait, à la déportation des populations, qui auraient alors été remplacées par des colons grecs,,,,.
À l'issue de ces campagnes, les conditions de la sujétion à Alexandre sont modifiées : les Ouxiens de la plaine, ayant rapidement fait leur soumission au conquérant, sont exemptés de tribut, mais l'autonomie dont ils jouissaient à la période antérieure est remise en cause : leur territoire est réuni à la satrapie de Susiane. En revanche, les Ouxiens de la montagne doivent s'acquitter d'un tribut annuel prélevé sur leurs productions agro-pastorales, et établi selon l'importance relative de chaque cheptel dans leur économie pastorale : ce tribut en nature comprend la livraison de 100 chevaux, de 500 animaux de bât et de 30 000 moutons,,,.

### Les Ouxiens dans le royaume Séleucide

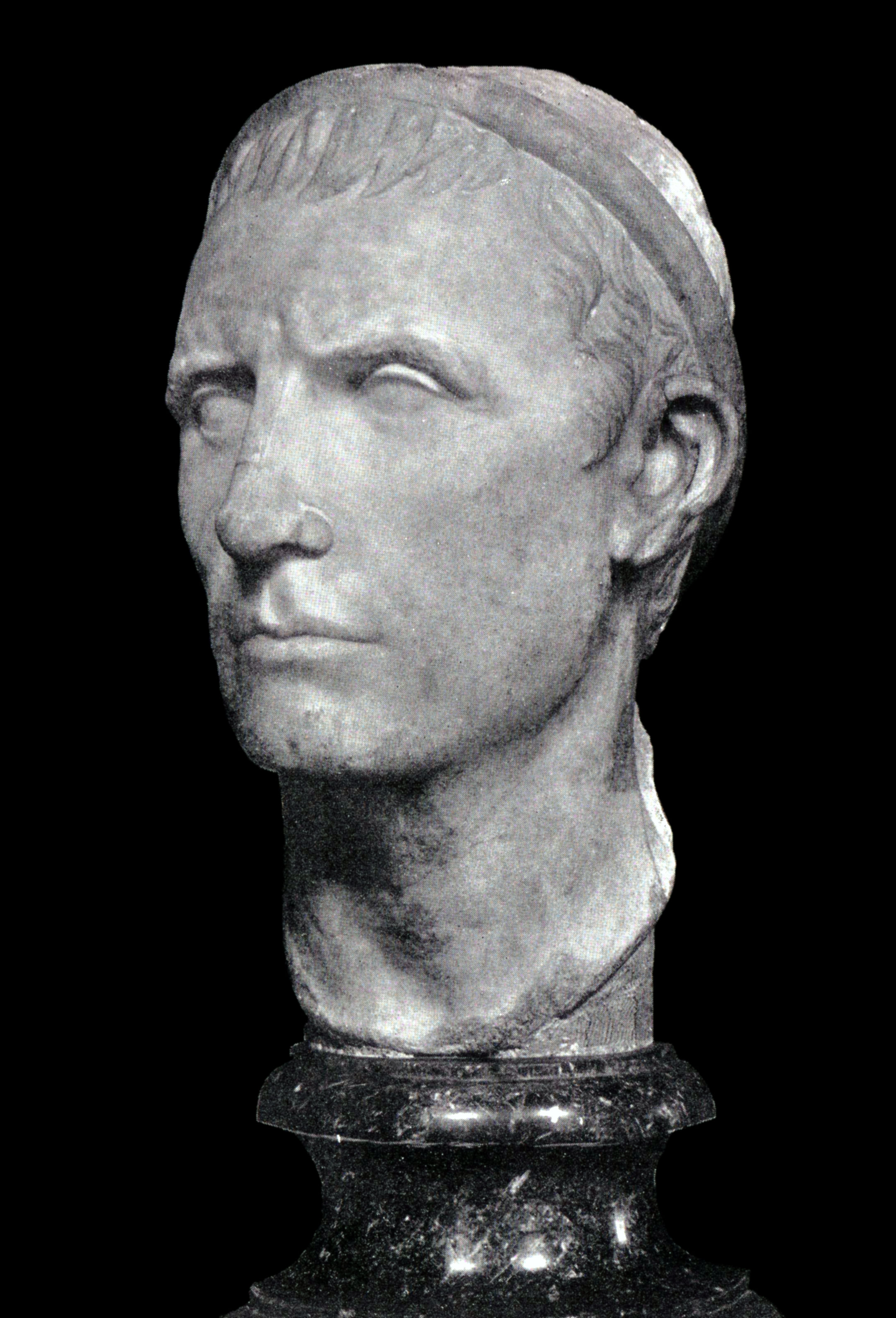
Antiochos III ne rétablit pas l'autorité séleucide sur les Ouxiens de la montagne lors de son anabase.

Après la partition définitive de l'empire d'Alexandre, l'Ouxiane doit revenir à Séleucos, mais rapidement, les soldats ouxiens ne sont plus mentionnés parmi les contingents de l'armée séleucide. Durant la durée du pouvoir séleucide en Iran, les Ouxiens de la montagne restent indépendants du pouvoir séleucide,.
De même, le statut des Ouxiens de la plaine au sein du royaume séleucide demeure inconnu : les historiens ne savent pas si les Ouxiens dépendent alors directement du roi ou jouissent d'une forte autonomie interne. Polybe, dans le récit de la reconquête de l'Iran par Antiochos III qui nous est parvenu, n'évoque pas les Ouxiens, mais mentionne les Cosséens et les Élyméens, ignorés lors de l'anabase d'Antiochos. Appuyé sur cette absence de mention, l'historien Pierre Briant estime raisonnable d'admettre le postulat que le roi Antiochos III ne mène aucune opération visant à rétablir l'ancienne suzeraineté séleucide sur le territoire contrôlé par les Ouxiens de la montagne. De même, l'absence de mention dans les sources hellénistiques de la basse époque hellénistique autorise Pierre Briant à conclure que les Ouxiens de la montagne jouissent durant cette période d'une indépendance de fait à l'égard d'un pouvoir séleucide dont la tutelle sur la Susiane et la Médie se fait de plus en plus lâche au fil du IIe siècle,.